# 中国共产党广饶县委员会
中国共产党广饶县委员会，简称中共广饶县委，是中国共产党在山东省广饶县的领导机关。

## 历史
中国共产党在广饶县的历史悠久。1930年代，桓台、益都、广饶等县的县委同属中共清海特委（1939年后称中共清河地委）领导。1937年抗日战争全面爆发后，山东省全境沦陷。1939年10月，中共清河地委为抗战需要，撤销中共广饶县委，设立益（都）寿（光）临（淄）广（饶）四边县委。马巨涛任书记，陈凤九任组织部长等。原广饶县委书记相伟、组织部长王林相继调离。1945年后，四边县辖区大都归于益寿县。

## 历任书记
- 1949年10月前
  - 相伟，?至1939年10月[1]

……
- 1949年10月起

……
- - 梁润生，2016年12月至2021年12月
  - 陈伟颂，2022年起[3]